# Dżennet Dżabagi-Skibniewska
Dżennet Dżabagi-Skibniewska (ur. 8 kwietnia 1915 w Petersburgu, zm. 17 maja 1992 w Groznym) – polska Tatarka, żołnierz i dziennikarka.

## Życiorys
Ojciec Wassan-Girej Dżabagijew był synem ostatniego władcy Inguszetti. Ukończył Politechnikę w Rydze i w Jenie. Pracował jako inżynier agronom w Ministerstwie Rolnictwa Rosji. Matka Helena Hanum była córką notariusza z Wołkowyska Lucjana Bajraszewskiego. Ukończyła romanistykę na Uniwersytecie w Petersburgu. Ojciec jako przewodniczący parlamentu Republiki Górskiej Północnego Kaukazu brał udział w konferencji pokojowej w Paryżu. Po zajęciu Kaukazu przez bolszewików sprowadził rodzinę do Paryża. Zdecydowali się zamieszkać w ojczyźnie matki w Polsce. Dżennet ukończyła Gimnazjum im. Emilii Plater w Warszawie, a potem studiowała w Instytucie Wschodnim i Szkole Muzycznej. Była też instruktorką Przysposobienia Wojskowego Kobiet, a po ukończeniu kursu w Garczynie na dłużej związała się z tą organizacją. W 1936 roku wyszła za mąż za oficera marynarki handlowej Jana Skibniewskiego i zamieszkała w Gdyni. Pełniła funkcję adiutantki Komendy Okręgu Nadmorskiego PWK w Gdyni. 1 września została zmobilizowana w stopniu porucznika. Brała udział w organizowaniu środków opatrunkowych, zbieraniu broni i amunicji, niszczeniu dokumentów oraz niesieniu pomocy rannym i grzebaniu poległych. Po wysiedleniu przez Niemców z Gdyni wyjechała z synem do Krakowa. Tam wstąpiła do Związku Walki Zbrojnej. Poszukiwana przez Gestapo ucieka przez Węgry do Syrii, gdzie zaciągnęła się do 3 Dywizji Strzelców Karpackich. Ranna podczas bitwy pod Monte Cassino w Bari redagowała gazetę dla młodzieży „Dziatwa”. W 1947 roku została zdemobilizowana. Wróciła razem z synkiem do Polski 30 kwietnia 1947 roku płynąc pierwszym powojennym rejsem na Ms Batory. Jako osoba, która wróciła z Zachodu, nie znalazła pracy zgodnej z wykształceniem. Zatrudniła się w Spółdzielni Inwalidów Bałtyk i szyła rękawice robocze. Po 1956 roku organizowała wystawy i eksport wyrobów hafciarek kaszubskich. W ramach ZBoWiD-u spotykała się z młodzieżą opowiadając o obronie Gdyni w 1939 roku. Działała w Związku Tatarów Polskich i Muzułmańskim Związku Religijnym.
W 1992 roku prezydent Dżochar Dudajew zaprosił ją do Czeczenii. Ponownie wróciła w ojczyste strony w 1992 roku razem z ekipą filmową, która kręciła film Bazrach, czyli sen o wolnym kamieniu. Tam zmarła 17 maja i została pochowana w Groznym. Podczas walk 1994–1996 grób został zniszczony. Symboliczny znajduje się na Muzułmańskim Cmentarzu Tatarskim w Warszawie.
Z pierwszym mężem miała syna Aleksandra. Drugim mężem był Marian Wofram. Mieli dwie córki: Krystynę i Danutę.

## Odznaczenia
- Medal Zwycięstwa i Wolności[2]
- Krzyż Kampanii Wrześniowej[2]
- Krzyż Pamiątkowy Monte Cassino[2]
- Krzyż Walecznych[2]

## Upamiętnienie
- Teresa Zaniewska Dżennet znaczy raj Białystok 2002[5][6]
- Teresa Zaniewska Wierzę w kismet 2010[4][7]
- 1992: film Waldemara Karwata Bazrach, czyli sen o wolnym kamieniu[2]
- W 2012 roku Stowarzyszenie Jedności Muzułmańskiej opublikowało jej korespondencję z Maciejem Musą Konopackim Dżennet do Macieja[8].